# Hortagalerij

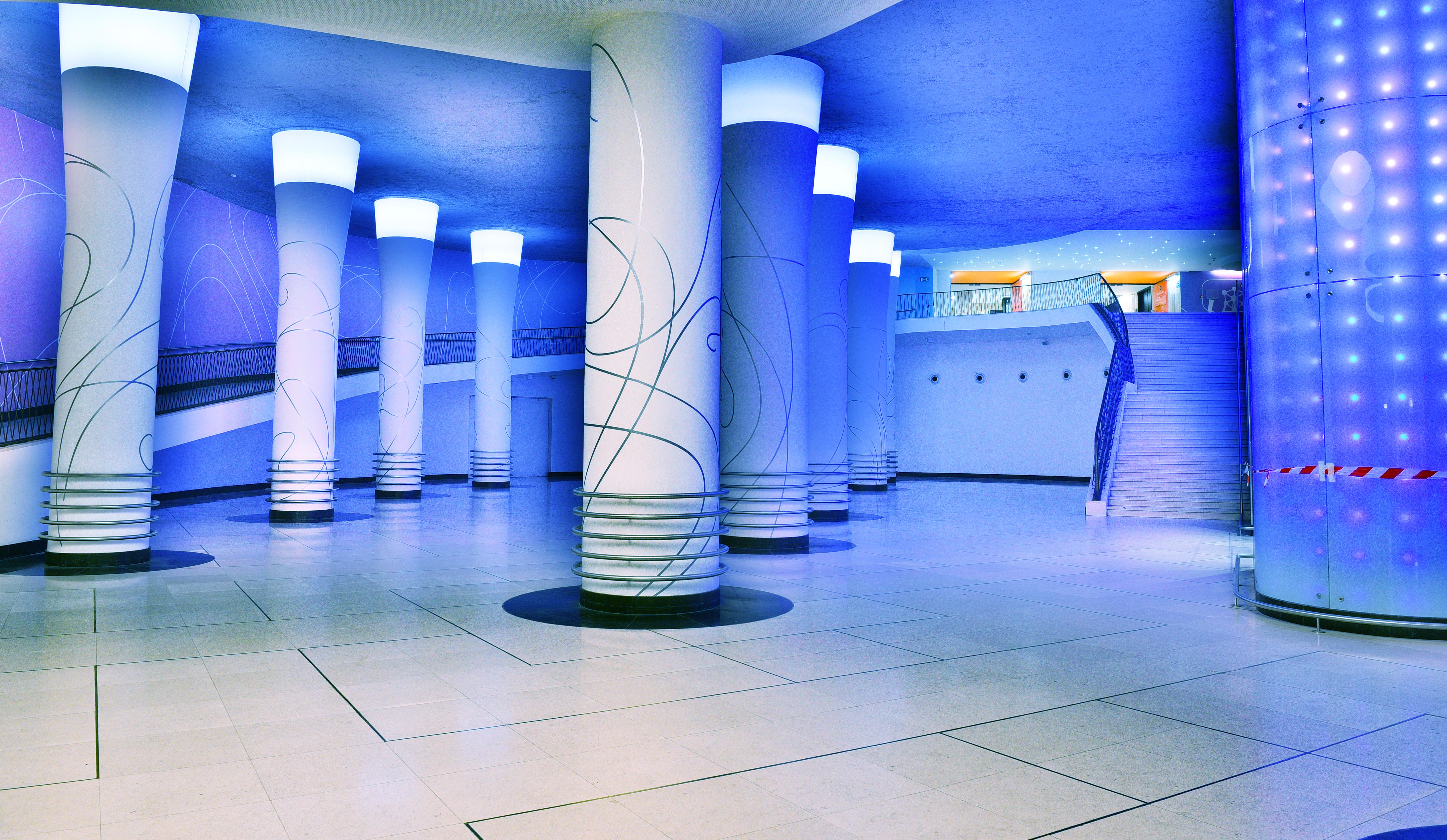
Hortagalerij

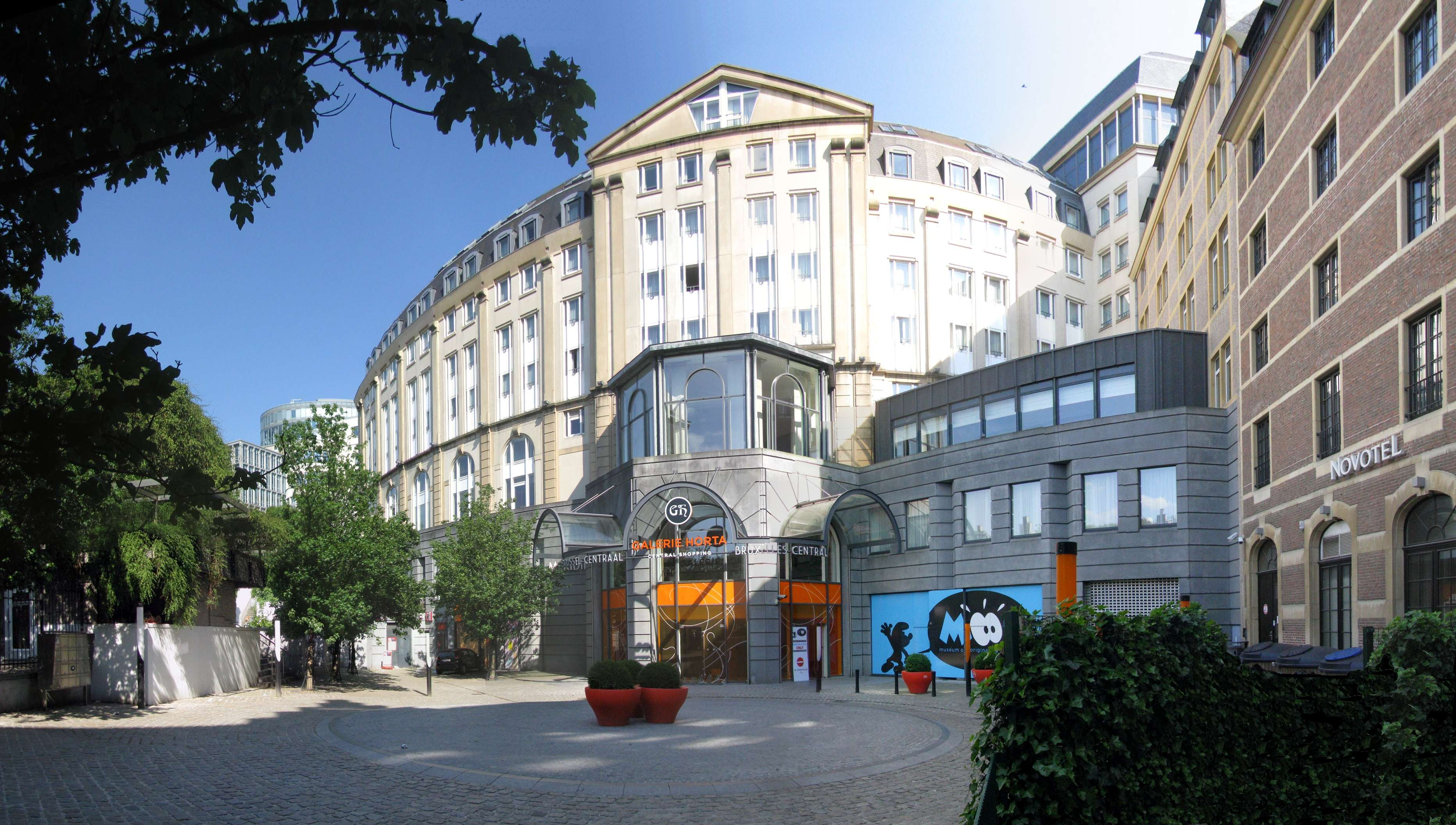
Buitenzicht van Hortagalerij

De Hortagalerij is een ondergrondse doorgang in de Belgische hoofdstad Brussel vanaf de benedenverdieping van het Centraal Station naar de Grasmarkt. Daarbij overbrugt de galerij een hoogteverschil met roltrappen, hellingbaan en trap. Ze loopt onder het plein Europakruispunt door en verbindt het station met het winkelgebied van het centrum. In de galerij zijn onder meer winkels en het Museum of original figurines (MOOF) gevestigd. Aan de overzijde van de Grasmarkt ligt de Koninginnegalerij.

## Geschiedenis
De galerij werd in de jaren 1950 samen met het Centraal Station ontworpen door Victor Horta. In de jaren 1980 ging ze dicht en werd gedurende 20 jaar niet gebruikt. Begin 2009 ging ze opnieuw open na voor meer dan zes miljoen euro heringericht te zijn met onder andere moderne verlichting.